# كسوف الشمس 1 يوليو 2011
حدث كسوف جزئي للشمس في 1 يوليو 2011. يحدث كسوف الشمس عندما يمر القمر بين الأرض والشمس ، وبالتالي يحجب صورة الشمس كليًا أو جزئيًا عن مشاهد على الأرض.
يحدث كسوف جزئي للشمس في المناطق القطبية من الأرض عندما يغيب مركز ظل القمر عن الأرض.
وهذا هو أول كسوف شمسي لسلسلة ساروس 156 ، يظهر فقط ككسوف جزئي للشمس في منطقة صغيرة جنوب جنوب إفريقيا وشمال القارة القطبية الجنوبية . في أكبر كسوف ، كان القدر 0.097 فقط. إنها أول سلسلة جديدة من ساروس تبدأ منذ أن بدأ ساروس 155 مع الكسوف الجزئي للشمس في 17 يونيو 1928 . كان الكسوف ينتمي إلى ساروس 156 وكان رقم 1 من 69 خسوفًا في السلسلة. وهكذا ، كان حدث 2011 Jul 01 هو أول خسوف لهذه السلسلة.
هذا الكسوف هو الثالث من بين أربعة كسوف جزئي للشمس في عام 2011 ، مع حدوث الكسوف الآخر في 4 يناير 2011 ، 1 يونيو 2011 و 25 نوفمبر 2011 .

## الصور
مسار متحرك

## الخسوفات ذات الصلة

### كسوف 2011
- كسوف جزئي للشمس في 4 يناير .
- كسوف جزئي للشمس في 1 يونيو .
- خسوف كلي للقمر في 15 يونيو .
- كسوف جزئي للشمس في الأول من تموز (يوليو).
- كسوف جزئي للشمس في 25 تشرين الثاني (نوفمبر) .
- خسوف كلي للقمر في 10 ديسمبر .

### كسوف الشمس 2008-2011
| مجموعات سلسلة كسوف الشمس من 2008 إلى 2011                                                       | مجموعات سلسلة كسوف الشمس من 2008 إلى 2011 | مجموعات سلسلة كسوف الشمس من 2008 إلى 2011 | مجموعات سلسلة كسوف الشمس من 2008 إلى 2011 | مجموعات سلسلة كسوف الشمس من 2008 إلى 2011 | مجموعات سلسلة كسوف الشمس من 2008 إلى 2011 | مجموعات سلسلة كسوف الشمس من 2008 إلى 2011 |
| ----------------------------------------------------------------------------------------------- | ----------------------------------------- | ----------------------------------------- | ----------------------------------------- | ----------------------------------------- | ----------------------------------------- | ----------------------------------------- |
| عقدة تصاعدية                                                                                    | عقدة تصاعدية                              | عقدة تصاعدية                              |                                           | عقدة تنازلية                              | عقدة تنازلية                              | عقدة تنازلية                              |
| Saros                                                                                           | Map                                       | Gamma                                     | Saros                                     | Map                                       | Gamma                                     |                                           |
| 121 Partial from كرايستشرش, NZ                                                                  | كسوف الشمس 7 فبراير 2008 Annular          | -0.9570                                   | 126 نوفوسيبيرسك                           | كسوف الشمس 1 أغسطس 2008 Total             | 0.8307                                    |                                           |
| 131 Partial from Riversdal                                                                      | كسوف الشمس 26 يناير 2009 Annular          | -0.2819                                   | 136 Kurigram, Bangladesh                  | كسوف الشمس في 22 يوليو 2009 Total         | 0.0698                                    |                                           |
| 141 بانغي                                                                                       | كسوف الشمس 15 يناير 2010 Annular          | 0.4002                                    | 146 Hao, French Polynesia                 | كسوف الشمس 11 يوليو 2010 Total            | -0.6787                                   |                                           |
| 151 Partial from فيينا                                                                          | كسوف الشمس 4 يناير 2011 Partial (north)   | 1.0626                                    | 156                                       | كسوف الشمس 1 يوليو 2011 Partial (south)   | -1.4917                                   |                                           |
| يحدث الكسوف الجزئي للشمس في 1 يونيو 2011 و 25 نوفمبر 2011 في مجموعة خسوف السنة القمرية التالية. |                                           |                                           |                                           |                                           |                                           |                                           |

### كسوفات 1 يوليو
- كسوف الشمس 1 يوليو 2011
- كسوف الشمس 1 يوليو 2057
- كسوف الشمس 1 يوليو 2076

### سلسلة اينكس
هذا الكسوف هو جزء من دورة اينكس طويلة الأمد، يتكرر عند العقد المتناوبة، كل 358 شهرًا سينوديًا (≈ 10571.95 يومًا، أو 29 عامًا ناقص 20 يومًا).
مظهرها وخط طولها غير منتظمين بسبب عدم التزامن مع الشهر غير الطبيعي (فترة الحضيض). ومع ذلك، فإن مجموعات 3 دورات اينكس (87 سنة ناقص شهرين) تقترب (≈ 1,151.02 شهرًا غير طبيعي) ، لذا فإن الكسوف متشابه في هذه المجموعات.
| أعضاء سلسلة Inex بين عامي 1901 و 2100:        | أعضاء سلسلة Inex بين عامي 1901 و 2100:        | أعضاء سلسلة Inex بين عامي 1901 و 2100:       |
| --------------------------------------------- | --------------------------------------------- | -------------------------------------------- |
| </img> </br>11 نوفمبر 1901 </br> (ساروس 141)  | </img> </br> 21 أكتوبر 1930 </br> (ساروس 142) | </img> </br> 2 أكتوبر 1959 </br> (ساروس 143) |
| </img> </br> 11 سبتمبر 1988 </br> (ساروس 144) | </img> </br> 21 أغسطس 2017 </br> (ساروس 145)  | </img> </br> 2 أغسطس 2046 </br> (ساروس 146)  |
| </img> </br> 13 يوليو 2075 </br> (ساروس 147)  |                                               |                                              |

### سلسلة تريتوس
هذا الكسوف هو جزء من دورة تريتوس، يتكرر عند العقد المتناوبة كل 135 شهرًا متزامنًا (≈ 3986.63 يومًا، أو 11 عامًا ناقص شهر واحد).
مظهرها وخط طولها غير منتظمين بسبب نقص التزامن مع الشهر غير الطبيعي (فترة الحضيض) ، لكن التجمعات المكونة من 3 دورات تريتوس (33 عامًا ناقص 3 أشهر) تقترب (≈ 434.044 شهرًا غير طبيعي) ، لذا فإن الكسوف متشابه في هذه التجمعات.
| أعضاء السلسلة بين عامي 1901 و 2100           | أعضاء السلسلة بين عامي 1901 و 2100           | أعضاء السلسلة بين عامي 1901 و 2100           | أعضاء السلسلة بين عامي 1901 و 2100 |
| -------------------------------------------- | -------------------------------------------- | -------------------------------------------- | ---------------------------------- |
| </img> </br>9 سبتمبر 1904 </br> (ساروس 133)  | </img> </br> 10 أغسطس 1915 </br> (ساروس 134) | </img> </br> 9 يوليو 1926 </br> (ساروس 135)  |                                    |
| </img> </br> 8 يونيو 1937 </br> (ساروس 136)  | </img> </br> 9 مايو 1948 </br> (ساروس 137)   | </img> </br> 8 أبريل 1959 </br> (ساروس 138)  |                                    |
| </img> </br> 7 مارس 1970 </br> (ساروس 139)   | </img> </br> 4 فبراير 1981 </br> (ساروس 140) | </img> </br> 4 يناير 1992 </br> (ساروس 141)  |                                    |
| </img> </br> 4 ديسمبر 2002 </br> (ساروس 142) | </img> </br> 3 نوفمبر 2013 </br> (ساروس 143) | </img> </br> 2 أكتوبر 2024 </br> (ساروس 144) |                                    |
| </img> </br> 2 سبتمبر 2035 </br> (ساروس 145) | </img> </br> 2 أغسطس 2046 </br> (ساروس 146)  | </img> </br> 1 يوليو 2057 </br> (ساروس 147)  |                                    |
| </img> </br> 31 مايو 2068 </br> (ساروس 148)  | </img> </br> 1 مايو 2079 </br> (ساروس 149)   | </img> </br> 31 مارس 2090 </br> (ساروس 150)  |                                    |

### سلسلة ميتونيك
تكرر السلسلة ميتونيك كل 19 عامًا (6939.69 يومًا) ، وتستمر حوالي 5 دورات. تحدث الكسوف في نفس تاريخ التقويم تقريبًا. بالإضافة إلى ذلك ، تكرر سلسلة أوكتن الفرعية 1/5 من ذلك أو كل 3.8 سنوات (1387.94 يومًا). تحدث جميع الكسوفات في هذا الجدول عند العقدة الهابطة للقمر.
| 22 أحداث الكسوف بين 12 سبتمبر 1931 و 1 يوليو 2011. | 22 أحداث الكسوف بين 12 سبتمبر 1931 و 1 يوليو 2011. | 22 أحداث الكسوف بين 12 سبتمبر 1931 و 1 يوليو 2011. | 22 أحداث الكسوف بين 12 سبتمبر 1931 و 1 يوليو 2011. | 22 أحداث الكسوف بين 12 سبتمبر 1931 و 1 يوليو 2011. |
| September 11-12                                    | June 30-July 1                                     | April 17-19                                        | February 4-5                                       | November 22-23                                     |
| 114                                                | 116                                                | 118                                                | 120                                                | 122                                                |
| -------------------------------------------------- | -------------------------------------------------- | -------------------------------------------------- | -------------------------------------------------- | -------------------------------------------------- |
| September 12, 1931 [الإنجليزية]                    | June 30, 1935 [الإنجليزية]                         | April 19, 1939 [الإنجليزية]                        | February 4, 1943 [الإنجليزية]                      | November 23, 1946 [الإنجليزية]                     |
| 124                                                | 126                                                | 128                                                | 130                                                | 132                                                |
| September 12, 1950 [الإنجليزية]                    | June 30, 1954 [الإنجليزية]                         | April 19, 1958 [الإنجليزية]                        | February 5, 1962 [الإنجليزية]                      | November 23, 1965 [الإنجليزية]                     |
| 134                                                | 136                                                | 138                                                | 140                                                | 142                                                |
| September 11, 1969 [الإنجليزية]                    | June 30, 1973 [الإنجليزية]                         | April 18, 1977 [الإنجليزية]                        | February 4, 1981 [الإنجليزية]                      | November 22, 1984 [الإنجليزية]                     |
| 144                                                | 146                                                | 148                                                | 150                                                | 152                                                |
| September 11, 1988 [الإنجليزية]                    | June 30, 1992 [الإنجليزية]                         | April 17, 1996 [الإنجليزية]                        | February 5, 2000 [الإنجليزية]                      | كسوف الشمس 23 نوفمبر 2003                          |
| 154                                                | 156                                                | 158                                                | 160                                                | 162                                                |
| كسوف الشمس 11 سبتمبر 2007                          | كسوف الشمس 1 يوليو 2011                            | April 18, 2015                                     | February 4, 2019                                   | November 23, 2022                                  |

## روابط خارجية
- http://eclipse.gsfc.nasa.gov/SEplot/SEplot2001/SE2011Jul01P. GIF